# Losuwatka (Kamjanske, Wyschnewe)
Losuwatka (ukrainisch Лозуватка; russisch Лозоватка Losowatka) ist ein Dorf im Rajon Kamjanske in der ukrainischen Oblast Dnipropetrowsk mit über 1000 Einwohnern (2012).
Das 1920 gegründete Dorf liegt am Ufer des gleichnamigen Flusses, des Losowatka 3 km vor dessen Mündung in die zum Makorty-Stausee angestaute Saksahan. Das ehemalige Rajonzentrum Pjatychatky liegt 13 km westlich von Losuwatka.

## Gemeinde
Am 12. August 2016 wurde das Dorf ein Teil der neugegründeten Siedlungsgemeinde Wyschnewe, bis dahin bildete es zusammen mit den Dörfern Bajkiwka (ukrainisch Байківка), Iwaniwka (ukrainisch Іванівка), Lykoschyne (ukrainisch Ликошине), Nowoukrajinka (ukrainisch Новоукраїнка), Terno-Losuwatka (ukrainisch Терно-Лозуватка) und Tscherwonyj Jar (ukrainisch Червоний Яр) die gleichnamige Landratsgemeinde Losuwatka (Лозуватська сільська рада/Losuwatka silska rada) im Osten des Rajons Pjatychatky.
Am 17. Juli 2020 kam es im Zuge einer großen Rajonsreform zum Anschluss des Rajonsgebietes an den Rajon Kamjanske.

## Bevölkerung
| 2001 | 2008 | 2009 | 2010 | 2011 | 2012 |
| ---- | ---- | ---- | ---- | ---- | ---- |
| 1142 | 1002 | 1066 | 1055 | 1046 | 1027 |